# カムデン・パーク
カムデン・パーク（Campden Park, Camden Park）はセントビンセント・グレナディーン、セント・アンドリュー教区の都市。セントビンセント島南西部に位置し、首都キングスタウンとは隣接している。国勢調査区域ではキングスタウン郊外区に分類されている。
カリブ海に面した港湾都市で、浅く小さなキングスタウン港に代わる形でコンテナや木材を取り扱っている。